# Megachile sabinensis
Megachile sabinensis is een vliesvleugelig insect uit de familie Megachilidae. De wetenschappelijke naam van de soort is voor het eerst geldig gepubliceerd in 1934 door Mitchell.